# Miakiszy
Miakiszy (ros. Мякиши) – wieś (sieło) w Rosji, w obwodzie kirowskim, w rejonie wierchoszyżemskim. W 2021 liczyła 354 mieszkańców.